# Manfred Holub
Manfred Holub (* 11. August 1957 in St. Pölten) ist ein österreichischer Sänger, Gitarrist und Akkordeonist.

## Leben
Der Sänger, der unter seinem bürgerlichen Namen auftrat, ist ein klassischer Vertreter des Austropop. Holub stand im Schatten von Rainhard Fendrich, Joesi Prokopetz, S.T.S. und der EAV, die in den 1980er Jahren die Vertreter des Austropop waren. Er arbeitete unter anderem mit Christian Kolonovits zusammen und war an der Filmmusik zum Film "Thanksgiving" mit Marianne Sägebrecht und Alexander Pschill beteiligt.
Zurzeit tritt Manfred Holub unter dem Künstlernamen IOEH auf.

## Diskografie
- Der Sound von dein Stern (1984)
- I was ned was des is (1985)
- So leiwand mit Dir (1985)
- Ball im All (1985)
- Frei sein (1986)
- Alkyon (1986)
- Schwarzer Engel (1987)
- Galaxie (1987)
- Medium (1988)
- COCKTAIL OF THE NOIR (2003)